# Sport in Italië
Sport in Italië
Italië is een echt sportland. Populaire sporten zijn motorsporten, schermen, voetbal en wielrennen. Italië heeft eenmaal de Olympische Zomerspelen mogen organiseren, de editie van 1960 vond plaats in hoofdstad Rome. Daarnaast was Italië ook nog tweemaal gastheer van de Olympische Winterspelen, in 1956 (Cortina d'Ampezzo) en in 2006 (Turijn).

## Deelnemers per sport
In 2000 publiceerde het Italiaanse olympisch comité een overzicht van deelnemers per sport dat was samengesteld door het Istituto Nazionale di Statistica:
| #  | Sport                                | Deelnemers |
| -- | ------------------------------------ | ---------- |
| 1  | voetbal                              | 4.363.000  |
| 2  | watersport                           | 3.480.000  |
| 3  | gymnastiek                           | 2.204.000  |
| 4  | skiën                                | 2.060.000  |
| 5  | wielrennen                           | 1.321.000  |
| 6  | tennis                               | 1.298.000  |
| 7  | volleybal (inclusief beachvolleybal) | 999.000    |
| 8  | atletiek (inclusief wegwedstrijden)  | 995.000    |
| 9  | basketbal                            | 606.000    |
| 10 | bodybuilding/fitness                 | 555.000    |

## Per sport

### Atletiek

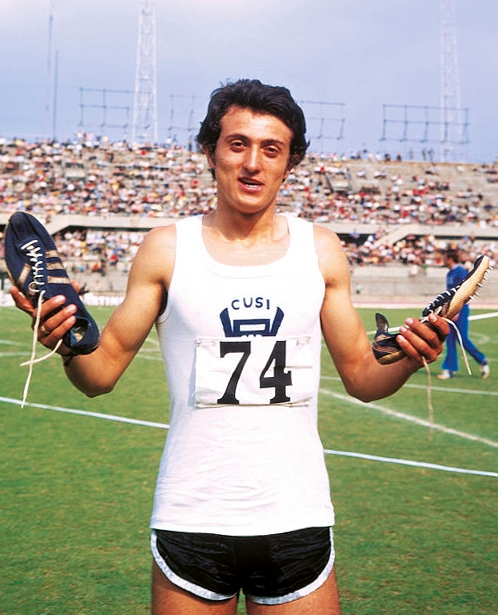
Pietro Mennea olympisch kampioen (200 m) en driemaal Europees kampioen (100 m en 200 m)

Atletiek is een populaire sport in Italië. In 2013 telde het land 188.608 geregistreerde atleten die waren aangesloten bij in totaal 2607 atletiekclubs. Daarbij namen vele Italianen deel aan wegwedstrijden.
Bekende wedstrijden:
- internationale kampioenschappen: EK 1934, OS 1960, EK 1974, WK veldlopen 1974, WK 1987, WK halve marathon 1999, WK junioren 2004, Europacup 2007
- atletiektoernooien: Golden Gala, Rieti Meeting, Multistars
- halve marathons: Halve marathon van Milaan, Halve marathon van Udine, Halve marathon van Merano.
- marathons: marathon van Turijn, marathon van Rome, marathon van Napels, marathon van Milaan en de marathon van Venetië.

### Basketbal
Italië behoort tot de sterkste basketballanden van Europa. Het land heeft een lange traditie in deze sport. Het Italiaanse nationale team won goud op het Eurobasket 1983 en EuroBasket 1999 alsmede ene zilveren medaille op de Olympische Spelen van 1980 en 2004. Tot de jaren 2000 was Lega Basket Serie A de sterkste basketbalcompetitie ter wereld buiten Noord-Amerika. Recentelijk is deze positie overgenomen door het Spaanse Spanish ACB, maar behoort nog steeds tot een van top competities binnen Europa. Een bekende basketballer is Marco Bellinelli. Hij speelt voor de New Orleans Hornets in de Amerikaanse NBA. Bekende Italiaanse clubs zijn: Olimpia Milano, Virtus Bologna, Pallacanestro Varese, Pallacanestro Cantù, Fortitudo Bologna, Scavolini Pesaro, Benetton Treviso, Montepaschi Siena, Basket Napoli, Virtus Roma, Pallacanestro Trieste en Juvecaserta Basket.

### Formule 1

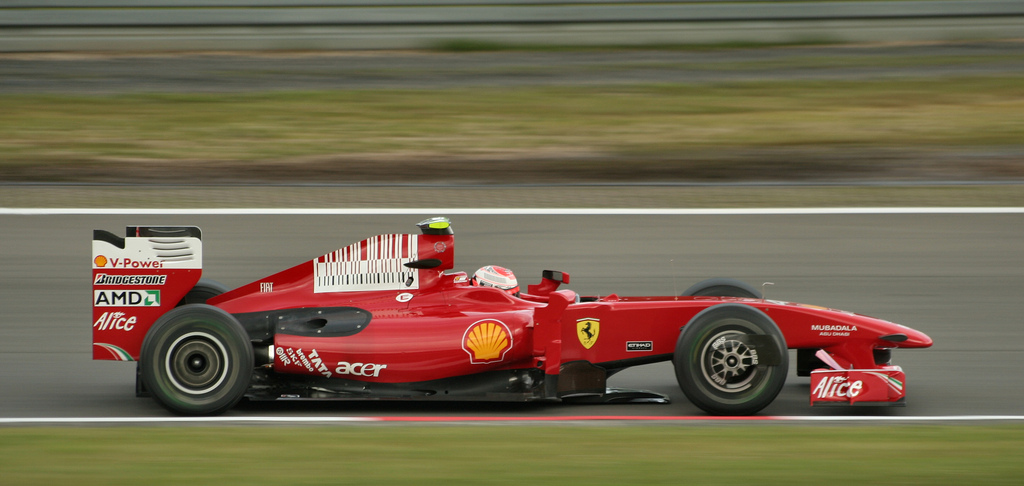
Kimi Raikkonen aan het stuur in 2009 bij de Grote Prijs van Duitsland

Team Ferrari is zeer succesvol sinds de in 1950 begon. Het team won zestienmaal het constructeurskampioenschap en vijftienmaal het coureurskampioenschap. Statistisch gezien is Michael Schumacher het meest succesvol. De coureurs nu zijn Charles Leclerc enCarlos Sainz jr.

### Golf

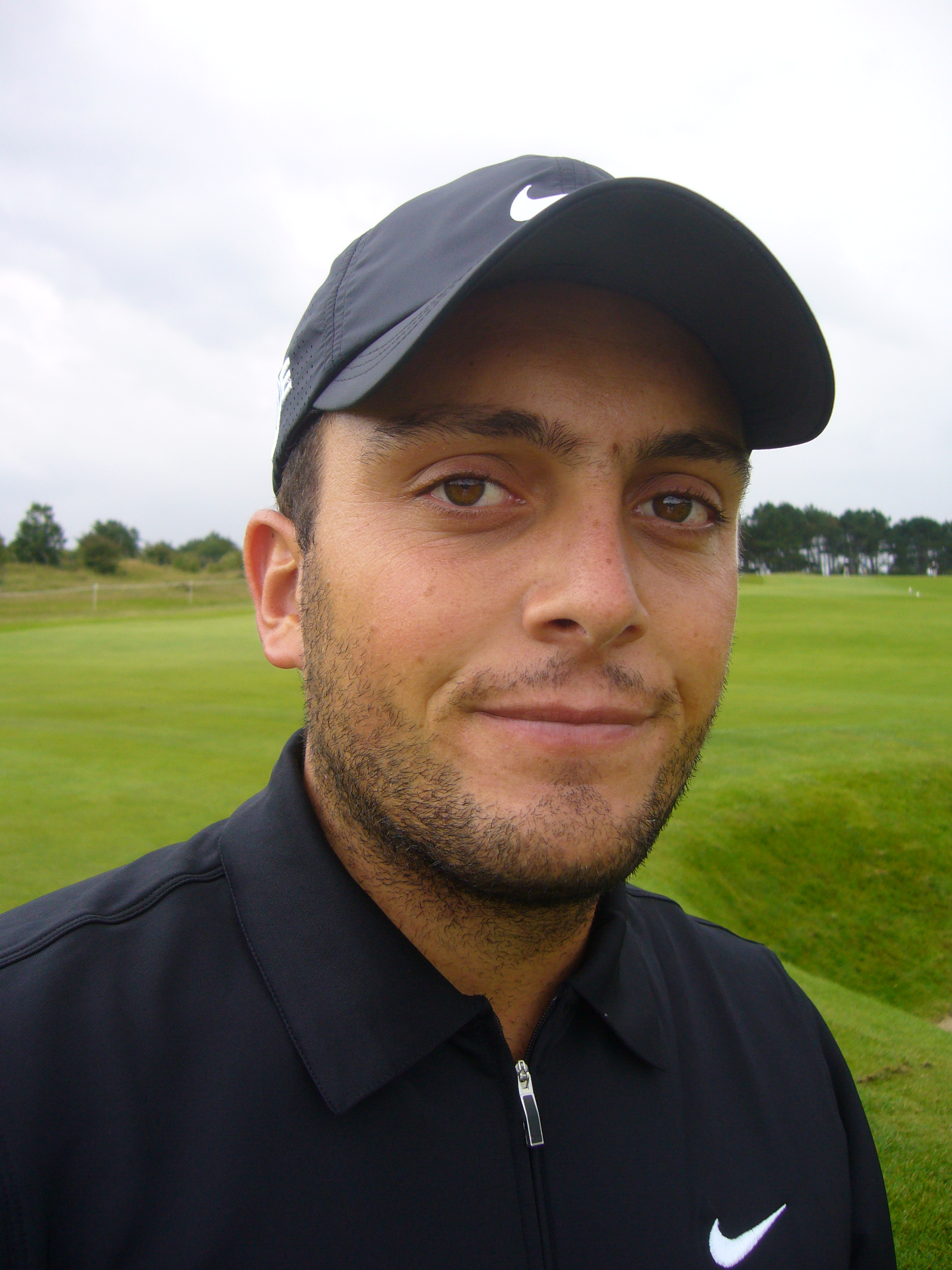
Francesco Molinari op de Kennemer Golf & Country Club in 2008

Golf werd in 2007 beoefend door 9000 geregistreerde spelers. Het land kent verschillende mannelijke en vrouwelijke professionals, zoals Costantino Rocca, de broers Edoardo Molinari en Francesco Molinari en de tienerster Matteo Manassero. Het belangrijkste toernooi is het Italiaans Open. De gebroeders Molinari wonnen het World Cup of Golf in 2009.

### Gymnastiek
Gymnastiek is een populaire sport in Italië. In 2000 behaalde Susanna Marches een zesde plaats op de Olympische Spelen van Sydney. Het Italiaanse team won in 2004 een zilveren medaille op de Olympische Spelen van Athene en een vierde plaats op de Olympische Spelen van 2008 in Peking. Op het WK in 2009 in het Japanse Mie behaalde het land een gouden medaille. Deze prestatie herhaalden ze in 2010 bij het WK in Moskou. Op de toernooien krijgen ze tegenstand van Oostblok-landen als Wit-Rusland, Rusland en Bulgarije.

### Motorsport
Motorsport is een belangrijke sport in Italië, vooral de MotoGP met Valentino Rossi is erg populair. Naast Rossi zijn er van oudsher zeer veel Italiaanse coureurs actief in diverse vormen van motorsport, met de Grand Prix van Italië als jaarlijks hoogtepunt met meer dan 100.000 bezoekers. Giacomo Agostini heeft het recordaantal gewonnen Grand Prix op zijn naam: 122 keer won hij, al was dit wel in een tijdperk dat coureurs in een weekend in verschillende klassen meededen.

### Schermen

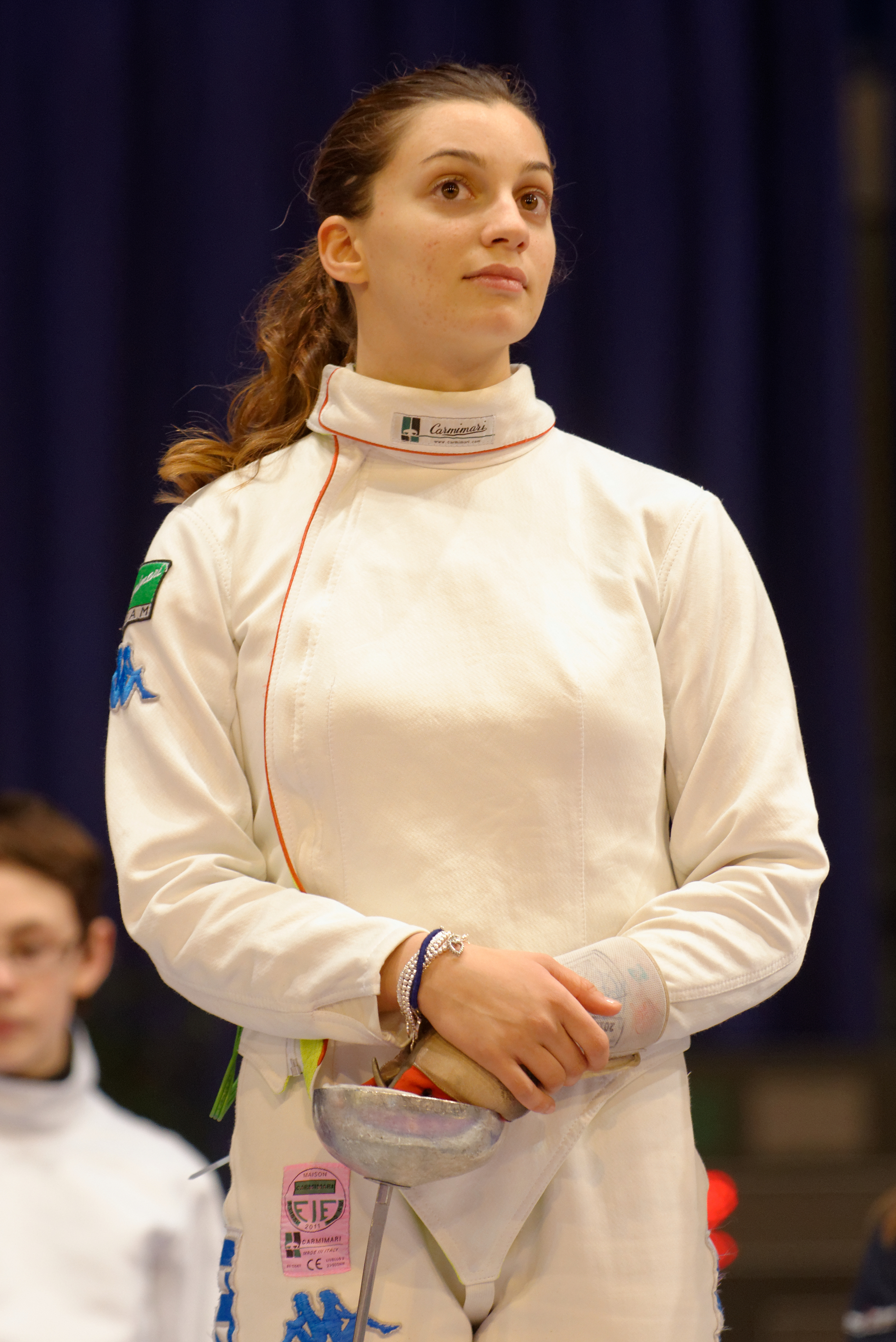
Rossella Fiamingo in 2013

In het schermen behoort Italië tot de wereldtop met vrouwen als Rossella Fiamingo & Elisa Di Francisca en bij de mannen Andrea Baldini, Diego Confalonieri & Daniele Garozzo. Een andere sterke schermer is Edoardo Mangiarotti die dertien medailles won op de Olympische Spelen, waaronder zes gouden, vijf zilveren en twee bronzen. Zijn zoon Carola Mangiarotti, zijn broer Dario Mangiarotti en vader Giuseppe Mangiarotti beoefenden eveneens deze sport.

### Skiën

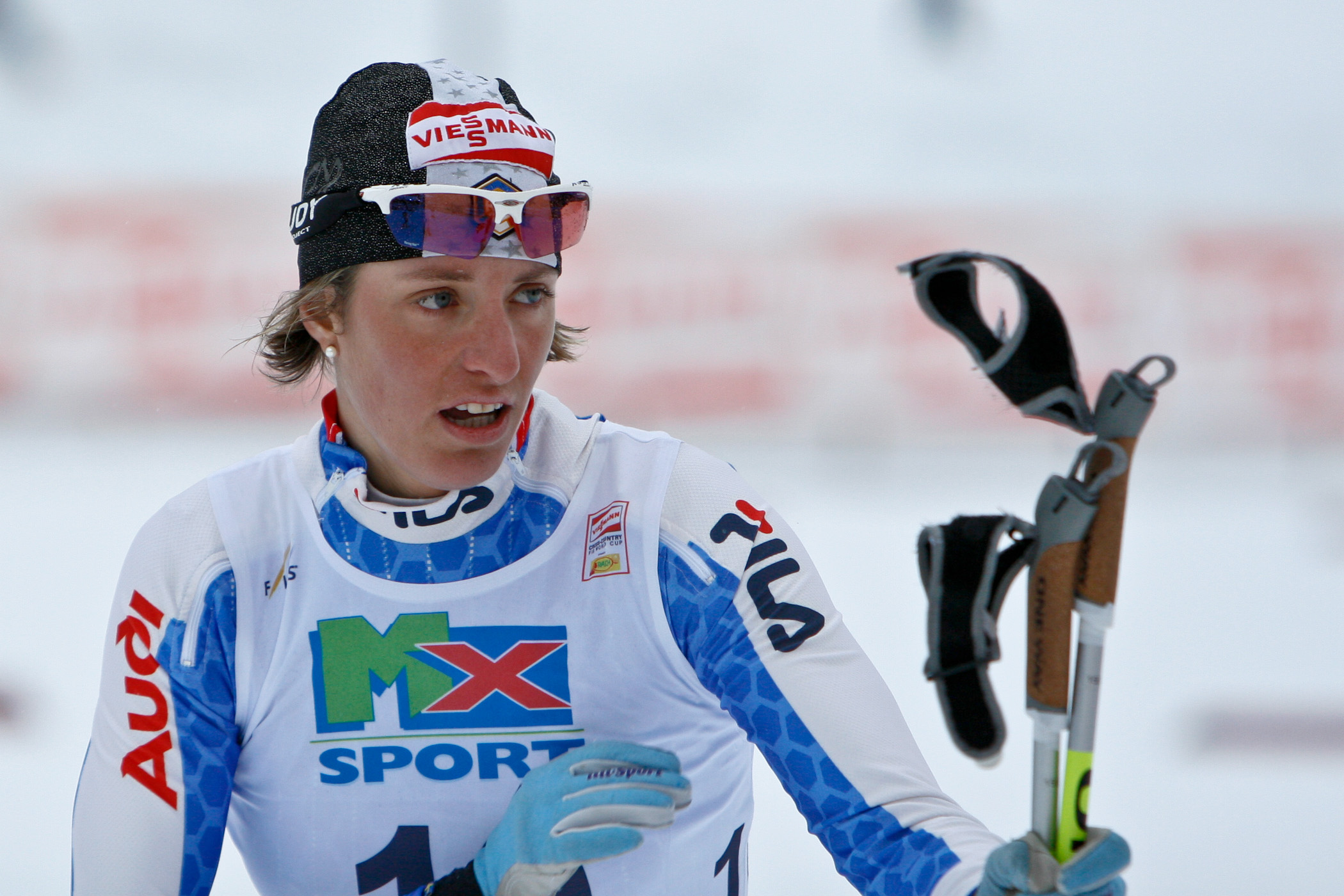
Magda Genuin tijdens de FIS Cross-Country World Cup 2012 in Quebek

Met meer dan 2 miljoen skiërs is deze sport de vierde sport van het land. De meeste skiërs komen uit Noord-Italië dicht bij de Alpen en de centrale provincies dicht bij de Apennijnen.
Italiaanse alpineskiërs behaalden goede resultaten bij de Olympische Winterspelen, Wereldbekerwedstrijden en Wereldkampioenschappen. Bekende namen zijn Zeno Colò en Gustavo Thoeni die vier wereldtitels behaalde tussen 1970 en 1975; Piero Gros in 1974 en Alberto Tomba in 1995. Alberto Tomba, Deborah Compagnoni en Isolde Kostner veroverde verschillende olympische medailles. Giorgio Rocca en Manfred Mölgg wonnen de wereldtitel slalom in respectievelijk 2006 en 2008.
Bekende namen bij het langlaufen zijn Stefania Belmondo, Manuela Di Centa, Franco Nones, Marco Albarello, Silvio Fauner, Giorgio Vanzetta en Giorgio Di Centa.

### Tennis
Met meer dan een miljoen deelnemers, vele tennisbanen en televisie-uitzendingen wordt tennis gezien als een belangrijke sport in Italië. In de top tien prijken Italiaans tennisspelers. Strandtennis met padelrackets is uitgevonden in Italië en wordt door vele mensen door het land gespeeld. Italiaanse tennisspelers als Sara Errani, Flavia Pennetta en Francesca Schiavone hebben WTA top tien plaatsen behaalde tijdens hun sportieve loopbaan. Schiavone was de eerste Italiaan die een grandslamenkelspeltitel veroverde met het winnen van Roland Garros 2010. Het duo Sara Errani en Roberta Vinci wonnen driemaal op rij het ITF wereldkampioenschap, namelijk in 2012, 2013 en 2014 en stonden sinds 2012 elk jaar op de eerste plaats op de wereldranglijst. Het Tennistoernooi van Rome (Italian Open) wordt wereldwijd gezien als het belangrijkste graveltoernooi na French Open.

### Voetbal

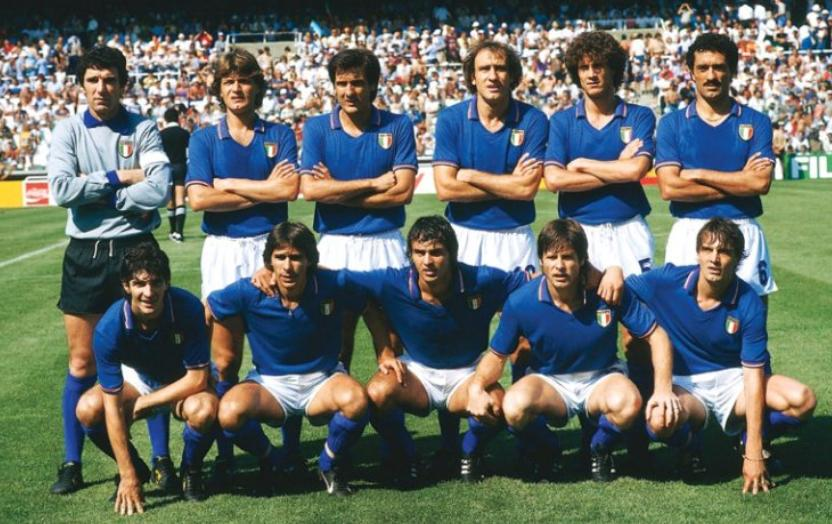
Italiaans voetbalelftal dat in 1982 de wereldbeker veroverde

Met de Serie A heeft Italië een grote voetballeague. In de Serie A zitten grote clubs, zoals AS Roma, Juventus, AC Milan, Inter Milan, Lazio Roma en SSC Napoli. Naast het clubvoetbal doet Italië het ook goed met het nationale elftal. Ze zijn in totaal viermaal wereldkampioen (1934, 1938, 1982 & 2006) en tweemaal Europees kampioen (1968) (2020) geworden.

### Volleybal
Volleybal wordt door veel amateursporters beoefent. De professionals spelen in de Serie A1. Het mannen en vrouwenteam staat vaak in de top vier landen ter wereld.

### Wielrennen

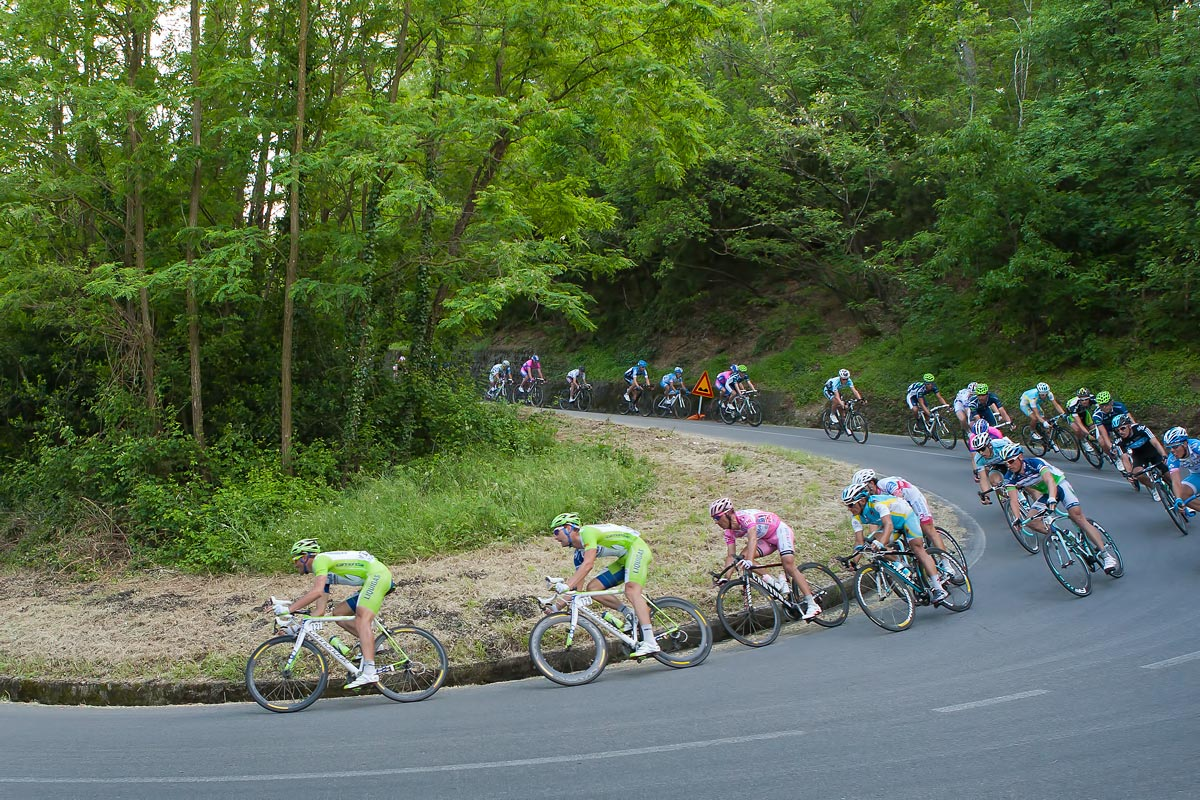
Giro d'Italia in 2012

Naast voetbal is wielrennen ook een zeer populaire sport in Italië. In mei wordt ieder jaar in Italië de Giro d'Italia verreden. Samen met de Tour de France en de Vuelta a España is het de enige rittenkoers die drie weken duurt. Italië heeft ook nog andere grote wedstrijden zoals Milaan-San Remo, Strade Bianche of de ronde van Lombardije. Bekende (oud)wielrenners uit Italië zijn: Fausto Coppi, Marco Pantani, Vincenzo Nibali, Gino Bartali en Felice Gimondi.